# Grammia norvegica
Grammia norvegica är en fjärilsart som beskrevs av Embrik Strand 1919. Grammia norvegica ingår i släktet Grammia och familjen björnspinnare. Inga underarter finns listade i Catalogue of Life.